# PowerVM
PowerVM（パワーヴイエム）は、従来はAdvanced Power Virtualization (APV)と呼ばれていたもので、IBM Power Systemsの仮想化技術の総称であり、POWER5やPOWER6やPOWER7のプロセッサを搭載したサーバーの仮想化テクノロジーの統合名称で、ハードウェア、ソフトウェアの仮想化に関わる機能全体を包括している。
ハードウェア（ファームウェア）に埋め込まれたPOWERハイパーバイザーによって、高速で信頼性の高い仮想化環境を実現している。稼動オペレーティングシステムは、IBM i、AIXに加え、Red HatやNovellから提供されているLinuxをサポートしている。

## 概要
PowerVM は以下の機能を含んでいる。
- ファームウェアによるLPAR（論理分割）
  - 動的なリソース割当変更が可能なDynamic Logical Partitioning
  - 1/100 単位のCPU割当が可能なMicro-Partitioning
  - 稼働中に物理マシン間の移動が可能なLive Partition Mobility
- I/O仮想化を提供する Virtual I/O Server (VIOS)と仮想イーサネット
- x86 32ビット Linuxアプリケーションを無修正でPOWER上で実行できる Lx86

PowerVMは以下の3エディションから構成され、含まれる機能が異なる。
- PowerVM Express
- PowerVM Standard
- PowerVM Enterprise